# Romanización en Vasconia y Aquitania
La romanización en Vasconia y Aquitania está someramente descrita en los textos de los Historiadores romanos y griegos, como los de Ptolomeo, Plinio el Viejo, Tito Livio, Estrabón o Julio César. Algunos hallazgos arqueológicos han permitido completar sus datos.

## Primeros contactos
El contacto entre los vascones y los romanos es anterior a la llegada de estos últimos a territorio vascón, pues sabemos que mercenarios vascones lucharon junto a Aníbal en la segunda guerra púnica, quedando reflejado en varios versos, que a su vez narran diferentes batallas, del poema Punica de Silio Itálico; entre otros: «Ni los ceretanos, antaño campamento del héroe de Tirinto, o el vascón, no acostumbrado al casco, se demoraron en tomar las armas». «Y cuando Catón, olvidándose de su primera edad, llena su mente de ardor guerrero, traba combate, se lanza contra los enemigos y arrebata de las mortíferas armas el joven, a quien acosaban el ágil vascón y el cántabro con una lluvia de flechas».
Igualmente cuando Asdrúbal Barca acude en auxilio de su hermano, con el fin de engañar a los romanos, lo hace a través del país de los vascones y continúa por el sur de la Galia, reclutando nuevas tropas entre sus pobladores.
Es posible, o al menos así lo consideran algunos historiadores, que este conocimiento del poder militar de Roma hiciese que, cuando los romanos llegaron a territorio vascón, estos últimos decidiesen colaborar con ellos en lugar de enfrentarse a sus ejércitos. Como consecuencia de ello, y a modo de recompensa por dicha colaboración, probablemente los romanos entregaron a los vascones varias de las ciudades que conquistaron por la fuerza a otros pueblos.[cita requerida]Según Tito Livio, en el 194 a. C. el cónsul Catón el Viejo toma Jaca mediante una treta. Posteriormente en el año 188 a. C. el pretor Publio Cornelio Escipión Nasica vence a los celtíberos cerca de Calahorra. Y ya en el 178 a. C. es cuando se considera que se inicia la romanización vasca con la fundación de Gracurris (actual Alfaro) por parte de Sempronio Graco sobre los restos de Ilurcis.
La lápida de Cayo Mocconio Vero, redescubierta recientemente en los sótanos del Museo del Louvre, (mejor usar esta referencia que la anterior ha sido eliminada) atestigua que para el siglo I o II de nuestra era, el sometimiento de las tribus vasconas y várdulas al Imperio era ya absoluto y éstas formaban parte de los censos realizados por los cuéstores civiles romanos.

## Antiguos pobladores de los actuales País Vasco, Rioja y Navarra

Distribución de las diferentes tribus según Ptolomeo.

Ptolomeo nos habla de la existencia de varias tribus en esos territorios: autrigones, caristios, várdulos, berones, vascones y aquitanos.

### Autrigones
Los autrigones, los más occidentales de todos, no fueron mencionados por Estrabón. Otros historiadores romanos como Pomponio Mela y Plinio el Viejo los sitúan en el interior, en la zona norte de la actual Burgos (Briviesca), Plinio el Viejo alrededor del año 77 citaba: "Entre las diez ciudades de los autrigones Tricio (Tritium Autrigonum) y Virovesca (Briviesca) como capital del los autrigones".
Ptolomeo los sitúa lindando con cántabros al oeste y turmogos al sur, y con caristios y berones al este, y, según esta distribución, se extenderían entre el rio Asón y el río Nervión. Su ciudad principal era Uirovesca (Briviesca), una de las cecas de las monedas del jinete ibérico. Otras ciudades importantes fueron Tricio, en la Rioja; Deóbriga (Miranda de Ebro) y en la costa Flaviobriga (Castro Urdiales), la última colonia fundada por los romanos en Hispania, aunque Plinio asigna esta ciudad a los várdulos.
Otros asentamientos fueron Osma de Valdegovia, Poza de la Sal y es posible que en la desembocadura del río Nerua (Nervión) tuvieran un puerto, ya que se encontraron monedas romanas en la barra de Portugalete y en Bilbao. Floro y Orosio cuentan que eran frecuentemente atacados por los cántabros, por lo que posiblemente colaborasen con Augusto en las guerras cántabras y como premio obtuviesen el dominio de nuevos territorios en la cornisa cantábrica llegando casi hasta el río Deva.
Se discute si estaban emparentados a cántabros, celtíberos o vascones, aunque estos primeros están en duda, ya que fue el ataque de cántabros contra autrigones y turmogos lo que inició la guerra romano-cántabra. El hecho de que algunas de sus ciudades tengan la terminación briga parece indicar un origen céltico.

### Caristios
Los caristios no son mencionados por Estrabón, ni por Pomponio Mela, pero sí por Plinio, que les llama Carietes y les sitúa en el interior, en la zona sur del actual País Vasco.
Claudio Ptolomeo los sitúa entre el río Deva, en la provincia de Guipúzcoa y lo que actualmente es Bilbao, llegando por el sur hasta el Ebro. Su territorio limitaba con los de los várdulos y el de los autrigones. Sus ciudades eran Tullica (quizás Tuyo a la orilla del Zadorra), Suessatio (que podría ser la actual Zuazo) y Veleia (que podría ser la actual Iruña-Veleia), las dos últimas se encontraban en la calzada romana de Burdeos a Astorga
También en este caso se discute si estaban emparentados a cántabros, celtíberos o vascones. Si los polémicos descubrimientos (sobre los que destacados expertos discrepan) que se realizaron en la primavera de 2006 en el oppidum romano de Iruña-Veleia (Álava) (inscripciones de temática religiosa en vascuence correspondientes a los siglos del III al VI) correspondiesen al siglo III o IV, reforzarían la hipótesis de que en la zona de los caristios se hablaba euskera.

### Várdulos
Los várdulos son mencionados por Estrabón, que les llama Bardyétai y los sitúa en la costa, entre cántabros y vascones; Pomponio Mela y Plinio también los ubican en la costa entre cántabros y vascones, diciendo Plinio que Portus Ammanus (la romana Flaviobriga, la actual Castro Urdiales, de donde le vendría el nombre actual, derivado de Castrum Vardulies) era una de sus ciudades.
Ptolomeo los localiza en la actual Guipúzcoa; según Ptolomeo, lindaban con caristios o cántabros al oeste, vascones al este y berones al sur; en la costa llegaban hasta el promontorio del Pirineo, a excepción de Oiasso (Irún) que era la salida de los vascones al mar, mientras que en el interior sus fronteras eran más confusas. Ptolomeo nos habla de varias ciudades que todavía no se han localizado: Menosca, en la costa, y Gebala, Trutium Tubicorum, Thabuca, Alba y Tullonium, en el interior. Los restos hallados en su territorio son escasos, algunos en San Sebastián, Zarauz y Azcoitia o el castro celta de Inchur, cuyas murallas fueron excavadas en 1957 por Miguel de Barandiaran, que hizo una datación aproximada al siglo IV a. C., y situadas en Aldaba. Sabemos además que explotaron las minas de las Peñas de Aya.

### Berones
Los berones eran de origen celta o celtíbero y estaban asentados a partir del siglo II a. C. en la zona de la actual Rioja. Las citas clásicas se refieren a su presencia en el siglo I a. C. ya como comunidad estable (Estrabón) y enfrentados a Sertorio (Tito Livio) que los venció. Como grupo pudieron estar desarrollando una cultura trashumante desde el siglo IV a. C. hasta su ubicación definitiva.
Sus límites geográficos de expansión coinciden con la sierra de Cantabria al norte (y mayor o menor penetración en esa zona según fuentes), junto a los vascones por el este cerca de la actual Calahorra, con el río Tirón por el oeste y la sierra de la Demanda y demás de la zona, y por el sur con el norte de la actual provincia de Soria.
Los principales asentamientos fueron Vareia (capital de facto situada en los alrededores de Logroño), Libia (actual Herramélluri o Leiva), Tritium (actual Tricio) y Bilibium (posteriormente sería Bilibio) junto a las Conchas de Haro donde se separan las provincias de Burgos, Álava y La Rioja.
Es posible que ciudades como Gracurris y Calagurris, tras ser vencidas por los romanos, fuesen entregadas a los vascones por su colaboración, y que esto mismo se hiciese con el resto de su territorio.

### Vascones
Los vascones fueron los primeros en tener contacto con los romanos. Ocupaban un territorio similar a Navarra, pero ampliándose con tierras aragonesas, como el valle superior del río Aragón y la comarca comprendida entre Sos del Rey Católico y Alagón pasando por Ejea de los Caballeros hasta las proximidades de Zaragoza, y por el sur con el valle del Ebro riojano. En esta zona se han hallado innumerables restos arqueológicos de la época. Sus ciudades más importantes fueron Pompaelo (Pamplona), Gracurris (Alfaro), Cascantum (Cascante) y sobre todo Calagurris (Calahorra), que llegó a tener la condición de municipium civium Romanorum, convirtiéndose en la ciudad vascona estatutariamente más importante, rango que le fue concedido por Octavio, quizá como premio a los soldados calagurritanos que formaron su guardia personal tras su victoria sobre Marco Antonio y Cleopatra en Actium (31 a. C.).
El territorio vascón estaba dividido en saltus (bosques) y ager (campo). Saltus Vasconum se denominaba al norte del territorio vascón, entre Pamplona y los Pirineos e incluía el norte de Navarra, parte de Guipúzcoa y parte de Aragón. Esta zona fue usada como territorio maderero y de caza y sobre todo para la explotación de algunas minas (Triano y Arditurri) y canteras; los restos encontrados son más escasos, aunque cada vez van apareciendo en mayor número. El Ager Vasconum, entre Pamplona y el río Ebro, superándolo ligeramente por el sur, incluía la mitad meridional de Navarra, parte de La Rioja, el norte de Burgos y el suroeste de Aragón, siendo esta la región con mayores y numerosos asentamientos y mayor explotación agrícola.

### Aquitanos
Los aquitanos ocupaban el territorio francés al norte de los Pirineos. Fueron el último de todos estos pueblos en ser dominado por los romanos. Con el fin de impedir que los aquitanos ayudasen a los galos, contra los que él estaba luchando en ese momento, César mandó a su lugarteniente Publio Licinio Craso a conquistar Aquitania en el 56 a. C., atacándoles por sorpresa con diez cohortes legionarias y numerosa caballería y venciendo a los sociates (al parecer la tribu más poderosa) acaudillados por Adiatuano. Poco después se produce la primera noticia de unión entre tribus de ambos lados de los Pirineos, al iniciarse una revuelta común contra Roma, propiciada por varios pueblos aquitanos que buscan ayuda al otro lado de los Pirineos entre quienes habían luchado junto a Sertorio y conocían las tácticas militares romanas. Pese a ello son derrotados en una batalla campal en septiembre de ese año. Aquitania comprendía según Julio César «desde el río Garona hasta los montes Pirineos y hasta la parte del Océano que está hacia Hispania; está orientada entre el ocaso del sol y el Norte». Posteriormente Augusto anexiona a Aquitania los pueblos situados entre el Loira y el Garona, constituyéndose la denominada Novempopulania.

## Guerras sertorianas
El territorio vascón se ve profundamente implicado en las guerras sertorianas. Sertorio se traslada en el año 77 a. C. al valle del Ebro e instala su cuartel en Osca, para controlar de esta manera el eje Ilerda-Osca-Calagurris. Ese mismo año, atravesando el paso de Perthús, llega Cneo Pompeyo, enviado por Roma, quien consigue la simpatía de muchos vascones, especialmente en la zona del Ebro. Esto suscita que ciudades próximas tomen partidos diferentes: mientras Calagurris se mantiene fiel a Sertorio, Gracurris apuesta por Roma, siendo la zona del Ebro la más convulsionada por los enfrentamientos entre los dos bandos. Precisamente en el invierno del año 75 a. C., Pompeyo –buscando refugio en territorio vascón para pasar el invierno y reabastecer a sus tropas y sus arcas– crea la ciudad de Pompaelo (Pamplona). Apiano y Floro nos dicen que en el año 74, Sertorio infligió tres mil bajas a las tropas de Metelo y Pompeyo que asediaban Calahorra, liberándola del cerco. Un año después Calagurris vuelve a ser sometida a asedio, pero esta vez Sertorio no puede acudir en su ayuda, pues es asesinado a traición en Osca el año 72 a. C.; Calagurris quedó como última plaza fiel al ideal de Sertorio. Su asedio, realizado por Afriano, general de Pompeyo, duró hasta el año 67 a. C. y llevó a sus habitantes hasta el extremo de tener que recurrir a comerse los cadáveres. Este hecho se convirtió en común en la literatura, hablando de ello Cayo Salustio, Floro y Valerio Máximo (quien dice que «como no les quedaba ningún otro animal en su ciudad, convirtieron en nefanda comida a sus mujeres e hijos; e incluso para que la juventud en armas pudiera alimentar sus entrañas con las de los suyos, no dudaron en poner en sal los siniestros restos de los cadáveres»), Juvenal y Orosio.

## Caminos
Cinco de los treinta y cuatro caminos del itinerario de Antonino pasaban por territorio vascón, siendo el más importante el XXXIV que unía Artúrica (Astorga) con Burdigalia (Burdeos) pasando por Velegia y Pompaelo. La zona comprendida entre esta ruta y la XXXII, que pasaba por Calagurris, debió de tener numerosos asentamientos menores, fundos y villas, según la cantidad de vestigios aparecidos en la zona.

## Presencia de estas tribus en el ejército romano
Se tiene constancia de la presencia de vascones en el ejército romano al menos desde el siglo I a. C., tanto en cohortes como en las legiones y en los pretorianos. La Cohors II Vasconum Civium Romanorum estuvo destinada en Germania, donde Tácito nos narra que su valerosa intervención en el año 70 salvó la comprometida situación en la que se encontraba el legado Vócula, acampado cerca de Novesio (hoy Neuss, Bajo Rhin), quien fue atacado por los sublevados durante las revueltas del Imperio del 69 d. C. Esta cohorte fue posteriormente destinada a Britannia y el año 156 a la Mauritania Tingitana.
También se sabe de la existencia de cohortes de várdulos; la I Fida Vardullorum equitania estuvo destinada en Britannia al menos entre los siglos I y III d. C. El que esta tuviese el cardinal I hace suponer la existencia de más; hay diplomas e inscripciones que así lo atestiguan, entre ellas una en época de Trajano que la denomina I Fida Vardullorum Civium Romanorum, lo cual indica que sus integrantes fueron galardonados con la ciudadanía romana.
El pretor Casius Longinus tuvo su guardia personal formada por berones, que le salvaron la vida en un intento de apuñalamiento en el 48 a. C. Augusto la tuvo formada por vascones calagurritanos, que fueron licenciados tras vencer a Marco Antonio. La costumbre de guardias personales formadas por hispanos fue muy común entre los generales, debido a su fidae y devotio hacia su jefe.

## Restos arqueológicos romanos

### Álava
En las cercanías de Iruña de Oca, se están efectuando excavaciones en la antigua población romana de Veleia.

### Guipúzcoa
En Irún hay un importante yacimiento arqueológico romano.

### Vizcaya
En Fórua existen restos de un poblado romano y en castillo de también. que disponía de un puerto fluvial.